# Rankinova temperaturna lestvica
Rankinova temperatúrna léstvica [rênkinova ~ ~] je lestvica za merjenje temperatur, ki jo je leta 1859 predlagal škotski inženir in fizik William John Macquorn Rankine. Stopinja v tej lestvici se navadno označuje z °R, kar nesrečno sovpada z oznako za stopinjo Réaumurjeve lestvice.
Podobno kot Kelvinova temperaturna lestvica je tudi Rankinova lestvica absolutna - nič stopinj v tej lestvici je temperatura absolutne ničle. Za razliko od Kelvinove, ki je vzela Celzijevo velikost intervala (100° med tališčem ledu in vreliščem vode pri običajnem zračnem tlaku) pa je Rankine vzel Fahrenheitovo velikost stopinje (180° med tališčem ledu in vreliščem vode pri običajnem zračnem tlaku).

## Pretvorbe
Temperaturo v Fahrenheitovi lestvici se enostavno pretvori v Rankinovo:
T(°R) = T(°F) +459,67